# Alfredo Lanza
Alfredo Lanza (Vasto, 24 luglio 1969) è un allenatore di calcio a 5 ed ex giocatore di calcio a 5 italiano.

## Carriera
Pivot brevilineo, Lanza ha giocato per dodici stagioni in Serie A indossando le maglie di Montesilvano (già Angolana e Pescara) e CUS Chieti. Nonostante l'età avanzata, tra il 2002 e il 2003 ha disputato 7 incontri con la Nazionale di calcio a 5 dell'Italia, prendendo parte al torneo Pyramids Cup nel 2002. Nelle ultime stagioni, trascorse nelle serie minori, ha rivestito il ruolo di allenatore-giocatore per poi concludere definitivamente la parentesi giocata.